# Monumento alla Lupa
Il monumento alla Lupa è una colonna monumentale composta da un colonnato su basamento che sorregge una copia della Lupa capitolina, situato al centro di piazzale Roma, a Piacenza. Il monumento celebra la fondazione romana della città nel 218 a.C. e la conquista italiana dell'Etiopia nel 1936.

## Storia

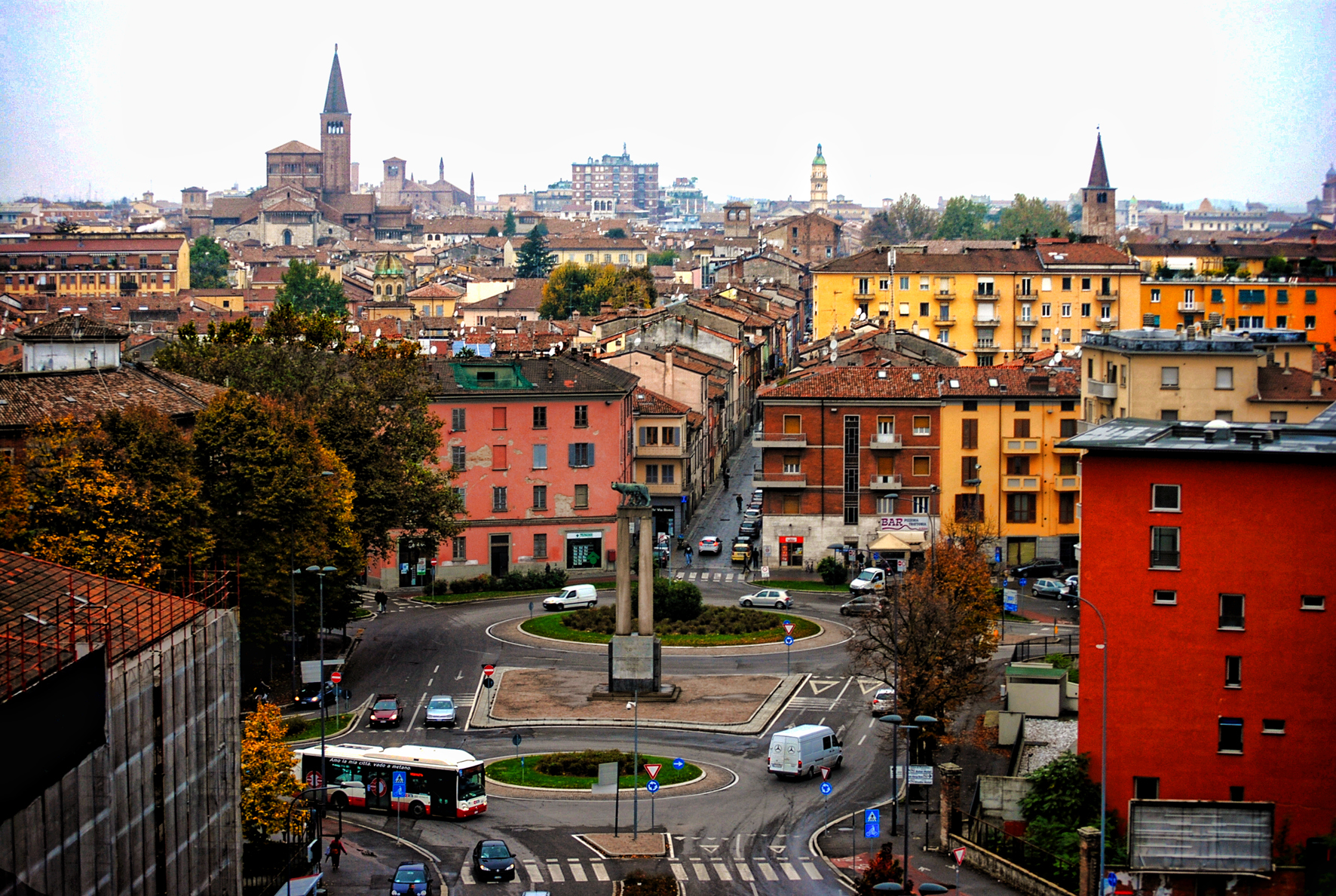
La Lupa e piazzale Roma visti dall'alto

Negli anni trenta, il podestà fascista di Piacenza, Aurelio De Francesco, decise la costruzione di un monumento di celebrazione del re d'Italia Vittorio Emanuele III, che era stato proclamato imperatore d'Etiopia il 9 maggio 1936. Il monumento avrebbe contenuto un simbolo della fondazione romana dell'antica colonia di Placentia, avvenuta nel 218 a.C. sul versante est della città: una copia bronzea della Lupa capitolina, donata dal Duce Benito Mussolini e commissionata alla fonderia Chiaruzzi di Roma.
Progettato dall'architetto Pietro Berzolla, il monumento fu ufficialmente inaugurato il 12 giugno 1938 nel piazzale dell'ex Barriera Roma, uno degli antichi accessi daziari della città. Alla cerimonia, organizzata in concomitanza con il termine della mostra sulle origini romane della città di Piacenza tenutasi presso il palazzo Gotico, parteciparono il podestà, il preside del rettorato della Provincia e il direttore generale del Turismo Oreste Bonomi, in qualità di rappresentante del regime.

## Descrizione
La Lupa, posta in asse con via Roma e la via Emilia Parmense, non è situata in posizione centrale rispetto al piazzale per ottenere il duplice obiettivo di non intralciare la circolazione stradale, già piuttosto intensa al momento della realizzazione del monumento, e di evitare un oneroso ricollocamento dei binari di corsa e scambio della rete tranviaria urbana piacentina.
Il monumento rappresenta la sintesi di tre periodi storici della vita cittadina: la leggendaria lupa che allatta Romolo e Remo appunto, che richiama alla civiltà romana; le due colonne di granito rosa, alte 7,3 m e giunte in città nel 1580 dalla zona del lago Maggiore, inizialmente destinate alla facciata del progetto vignolesco del palazzo Farnese - dove invece giacquero abbandonate da secoli -, rappresentano il Rinascimento. Infine, il basamento squadrato, o dado, di circa 3,5 m, richiama i fasti dell'era mussoliniana come "nuova età augustea", con la recente proclamazione dell'Impero italiano.
Sull'architrave che unisce le colonne è incisa la scritta "S.P.Q.R." per ricordare la funzione di avamposto difensivo contro i popoli barbari.
La lupa bronzea, alta circa 1,5 metri, con un peso di 600 kg, è circa il doppio rispetto all'originale conservata a Roma e gemella della statua che era stata collocata ad Addis Abeba, in sostituzione del monumento al Leone di Giuda, traslato a Roma in seguito alla conquista italiana dell'Etiopia.